# Audi Cup 2013
Audi Cup 2013 — 3-й розіграш міжнародного футбольного клубного турніру Audi Cup між командами з  Європи і  Південної Америки, який проходив з 31 липня по 1 серпня 2013 року. У турнірі брали участь команди з  Німеччини,  Англії,  Італії і  Бразилії. Всі матчі проходили в Мюнхені на стадіоні «Альянц Арена».

## Команди
Наступні чотири клубу брали участь у турнірі Audi Cup 2013:
- Баварія (Мюнхен)
- Манчестер Сіті
- Мілан
- Сан-Паулу

## Результати
|  | Півфінали         | Півфінали         |   |                   | Фінал               | Фінал |  |
|  |                   |                   |   |                   |                     |       |  |
|  | 31 липня - Мюнхен |                   |   |                   |                     |       |  |
|  | Манчестер Сіті    | 5                 |   |                   |                     |       |  |
|  | Мілан             | 3                 |   |                   |                     |       |  |
|  |                   |                   |   |                   |                     |       |  |
|  |                   |                   |   |                   | 1 серпня — Мюнхен   |       |  |
|  |                   |                   |   |                   | Манчестер Сіті      | 1     |  |
|  |                   | Баварія           | 2 |                   |                     |       |  |
|  |                   |                   |   |                   |                     |       |  |
|  |                   |                   |   |                   |                     |       |  |
|  |                   |                   |   |                   | Матч за третє місце |       |  |
|  | 31 липня — Мюнхен | 31 липня — Мюнхен |   | 1 серпня — Мюнхен | 1 серпня — Мюнхен   |       |  |
|  | Баварія (Мюнхен)  | 2                 |   | Мілан             | 1                   |       |  |
|  | Сан-Паулу         | 0                 |   |                   | Сан-Паулу           | 0     |  |

## Півфінали
| 31 липня 2013 18:15 UTC+2 |

| Манчестер Сіті                                   | 5:3      | Мілан                            |
| ------------------------------------------------ | -------- | -------------------------------- |
| Сільва 3' Річардс 19' Коларов 22' Джеко 32', 36' | Протокол | Ель-Шаараві 37', 39' Петанья 43' |

| «Альянц Арена», Мюнхен Глядачів: 35 000 Арбітр: Петер Зіппель |

| 31 липня 2013 20:30 UTC+2 |

| Баварія (Мюнхен)         | 2:0      | Сан-Паулу       |
| ------------------------ | -------- | --------------- |
| Манджукіч 71' Вайзер 86' | Протокол | Сені 88' (пен.) |

| «Альянц Арена», Мюнхен Глядачів: 60 000 Арбітр: Деніз Айтекін |

## Матч за 3-є місце
| 1 серпня 2013 18:15 UTC+2 |

| Мілан       | 1:0      | Сан-Паулу |
| ----------- | -------- | --------- |
| Боатенг 52' | Протокол |           |

| «Альянц Арена», Мюнхен |

## Фінал
| 1 серпня 2013 20:30 UTC+2 |

| Манчестер Сіті | 1:2      | Баварія (Мюнхен)                |
| -------------- | -------- | ------------------------------- |
| Негредо 61'    | Протокол | Мюллер 66' (пен.) Манджукіч 73' |

| «Альянц Арена», Мюнхен |

## Бомбардири
| Місце | Ім'я        | Команда          | Голи |
| ----- | ----------- | ---------------- | ---- |
| 1     | Джеко       | Манчестер Сіті   | 2    |
| 1     | Ель-Шаараві | Мілан            | 2    |
| 1     | Манджукіч   | Баварія (Мюнхен) | 2    |
| 2     | Сільва      | Манчестер Сіті   | 1    |
| 2     | Річардс     | Манчестер Сіті   | 1    |
| 2     | Коларов     | Манчестер Сіті   | 1    |
| 2     | Петанья     | Мілан            | 1    |
| 2     | Мюллер      | Баварія (Мюнхен) | 1    |
| 2     | Вайзер      | Баварія (Мюнхен) | 1    |
| 2     | Боатенг     | Мілан            | 1    |
| 2     | Негредо     | Манчестер Сіті   | 1    |